# Dănciulești
Dănciulești es una comuna ubicada en el distrito de Gorj, Rumania.

## Superficie
Cuenta con una superficie de 59,96 kilómetros cuadrados.

## Demografía
Hasta 2021 la población era de 1997 habitantes, con una densidad de población de 33,31 habitantes por kilómetro cuadrado.